# 三角鳞毛蕨
三角鳞毛蕨（学名：Dryopteris subtriangularis）为鳞毛蕨科鳞毛蕨属下的一个种。